# Mitch Evans
Mitchell Evans, född 24 juni 1994 i Auckland, Nya Zeeland, är en nyzeeländsk racerförare som kör för Jaguar i Formel E.
Han vann GP3 Series 2012, och tävlade i GP2 Series 2014 med Russian Time. När han vann Nya Zeelands Grand Prix i februari 2011, vid 16 års ålder, antogs han vara den yngsta racerförare som någonsin vunnit ett Grand Prix.

## Karriärsammanfattning
| Säsong  | Serie                                        | Team                        | Race | Vinaster | Pole. | S. varv | Podium | Poäng | Placering |
| ------- | -------------------------------------------- | --------------------------- | ---- | -------- | ----- | ------- | ------ | ----- | --------- |
| 2007    | Formula First Manfeild Winter Series         |                             | 3    | 0        | 0     | 0       | 0      | 105   | 18:e      |
| 2007–08 | NZ Formula First Championship                | Sabre                       | 18   | 0        | 0     | 1       | 0      | 707   | 9:e       |
| 2008    | Formula Ford Manfeild Winter Series          | Sabre                       | 12   | 7        | 2     | 9       | 10     | 813   | 1:a       |
| 2008–09 | New Zealand Formula Ford Championship        |                             | 21   | 6        | 3     | 5       | 13     | 1111  | 2:a       |
| 2009    | Australian Drivers' Championship – Gold Star | Team BRM                    | 2    | 1        | 0     | 0       | 2      | 32    | 5:a       |
| 2009    | Australian Formula Ford Championship         | Sonic Motor Racing Services | 23   | 6        | 3     | 6       | 15     | 297   | 2:a       |
| 2009    | VSCRC Formula Ford Fiesta Series             |                             | 2    | 1        | ?     | ?       | 1      | 176   | 2:a       |
| 2010    | Toyota Racing Series                         | Giles Motorsport            | 15   | 3        | 8     | 5       | 10     | 915   | 1:a       |
| 2010    | Australian Drivers' Championship             | Team BRM                    | 17   | 8        | 4     | 4       | 16     | 219   | 2:a       |
| 2011    | Toyota Racing Series                         | Giles Motorsport            | 15   | 7        | 6     | 5       | 14     | 973   | 1:a       |
| 2011    | GP3 Series                                   | MW Arden                    | 16   | 1        | 2     | 0       | 2      | 29    | 9:e       |
| 2011    | British Formula Three                        | Double R Racing             | 3    | 0        | 0     | 0       | 0      | 10    | 20:e      |
| 2012    | Toyota Racing Series                         | Giles Motorsport            | 6    | 2        | 4     | 2       | 4      | 284   | 19:e      |
| 2012    | GP3 Series                                   | MW Arden                    | 16   | 3        | 4     | 3       | 6      | 151.5 | 1:a       |
| 2013    | Toyota Racing Series                         | Giles Motorsport            | 3    | 2        | 2     | 1       | 2      | 204   | 18:e      |
| 2013    | GP2 Series                                   | Arden International         | 22   | 0        | 0     | 0       | 4      | 56    | 14:e      |
| 2014    | GP2 Series                                   | RT Russian Time             | 22   | 2        | 0     | 1       | 6      | 174   | 4:e       |
| 2014-15 | V8SuperTourers Championship                  | Team 4                      | 3    | 0        | 0     | 1       | 2      | 245   | 28:e      |
| 2015    | GP2 Series                                   | Russian Time                | 8    | 0        | 0     | 1       | 1      | 35    | 6:e*      |

* Pågående säsong